# Липяги (Белгородская область)
Липяги — хутор в Старооскольском районе Белгородской области России. Входит в состав Федосеевской сельской территории.

## История
В давние времена «Липягами» называли небольшие леса в степи. Вблизи одного из таких лесов в пойме Оскола возникла деревня Липяги.
По документам переписи 1884 г. в деревне Липяги Барановской волости Старооскольского уезда — 24 двора, 151 житель (83 мужск. и 68 женск. пола). К 1890 г. в Липягах — 138 жителей (65 муж., 73 жен.).
С июля 1928 г. деревня Липяги вошла в Федосеевский сельсовет Старооскольского района. В 1932 г. в Липягах проживало 188 человек.
В 1950-е гг. Липяги входили в Каплинский сельсовет, в 1970-е - снова в Федосеевский сельсовет Старооскольского района Белгородской области.
В 1997 г. на хуторе Липяги насчитывалось 17 домовладений, 27 жителей.

## Население
| 2002 | 2010 |
| ---- | ---- |
| 20   | ↘19  |